# Philodendron brenesii
Philodendron brenesii är en kallaväxtart som beskrevs av Paul Carpenter Standley. Philodendron brenesii ingår i släktet Philodendron och familjen kallaväxter. Inga underarter finns listade.